# 愛知文教女子短期大学
愛知文教女子短期大学（あいちぶんきょうじょしたんきだいがく、英語: Aichi Bunkyo Women's College、公用語表記: 愛知文教女子短期大学）は、愛知県稲沢市稲葉2-9-17に本部を置く日本の私立大学。1927年創立、1951年大学設置。

## 概観

### 大学全体
愛知県稲沢市内にある日本の私立短期大学。学校法人足立学園により1951年に稲沢女子短期大学として設置された。最大で昼間3学科（2学科と1学科2専攻）と夜間部1学科・昼間交代制1学科からなっていたが、現在は昼間2学科（幼児教育学科第一部・第三部、生活文化学科生活文化専攻・食物栄養専攻）となっている。2026年度以降の学生募集停止を発表している。

### 建学の精神（校訓・理念・学是）
愛知文教女子短期大学における建学の精神は「質実にして知性高く宗教的情操を身につけた真人を育成する」となっている。教育理念は「正・明・和・信」で「正しく、明るく、和やかで、信じあえる人を育成する」を意味する。

### 教育および研究
愛知文教女子短期大学は開学当初からの家政学科つまり生活文化学科が設置されており、生活文化専攻では学生の集大成としてファッションショーが、食物栄養専攻では栄養士養成に力をいれている。幼児教育学科では、附属幼稚園での教育実習が行われている。

### 学風および特色
愛知文教女子短期大学は、足立誾励が女子教育の重要性から「質実有為で宗教的情操を身につけた真人を育成」すべく、当時の稲沢町および地元協力により設立された稲沢高等女学校に始まる。 
仏教思想に基づいた教育が行われている。
全国の短大でも数少ない第三部が設置されており、通学課程における勤労学生の姿が見受けられる。

## 沿革

### 稲沢高等女学校（1927年～1951年）
1927年（昭和2年）3月14日、中島郡稲沢町（現・稲沢市）の禅源寺山に稲沢高等女学校が創設（設立認可）された。創設者は中島郡萩原町中島（現・一宮市萩原町中島）にある本養寺の足立誾励住職と義父の林辰次郎であり、稲沢町や地元有力者の協力も得て開校した。昭和初期の本科の制服はセーラー服であり、4年制の本科卒業後に入学する補習科の制服は羽織袴だった。
1943年（昭和18年）11月5日、財団法人足立教育報国財団の設置が認可された。戦後の1947年（昭和22年）4月1日、学制改革によって真和中学校が設立された。1948年（昭和23年）3月1日には財団法人足立教育報国財団が財団法人足立学園に改称し、同年3月31日には稲沢高等学校普通・家庭課程の設立が認可された。

### 稲沢女子短期大学（1951年～1993年）
- 1951年：稲沢女子短期大学（いなざわじょしたんきだいがく）家政学科第一部が設置される。入学者の出身地は愛知県や東海地方のみならず、九州などにも及んでいた[1]。
- 1952年：家政学科に第二部が設置される。
- 1954年：家政科の学生数
  - 第一部：女42[3][4]
  - 第二部：女26[3][4]
- 1963年：生活デザイン科が設置される（学生数[注 3]は女26[3][5]）
- 1966年：幼児教育学科1部が設置される（学生数[注 3]は女45[3][6]）
- 1969年：幼児教育学科に3部が設置される。
- 1972年：生活デザイン科をデザイン美術科と改称。
- 1990年：家政学科を生活文化学科（学生数[注 3]は女541[3][7][注 4]）と改称。

### 愛知文教女子短期大学（1993年～）
- 1993年：愛知文教女子短期大学と改称。学生数は以下のとおり[注 3]。
  - 生活文化学科
    - 第一部：女581[3][8]
    - 第二部：女13[3][8]

  - デザイン美術科：女106[3][8]
  - 幼児教育学科
    - 第一部：女459[3][8]
    - 第三部：女196[3][8]
- 1996年：専攻科福祉専攻を設置する。
- 2000年：生活文化学科第二部が廃止[9]。
- 2003年：デザイン美術科をデザインアート学科と改称。
- 2008年：デザインアート学科が廃止[9]。
- 2012年：生活文化専攻ファッションコース募集停止。
- 2012年：足立学園総合研究所設立。
- 2015年：専攻科福祉専攻廃止。
- 2026年：本年度以降の学生募集を停止[10]。

## 基礎データ

### 所在地
- 愛知県稲沢市稲葉2-9-17

### 交通アクセス
- 名鉄名古屋本線国府宮駅およびJR東海道本線稲沢駅より無料スクールバスあり。

## 教育および研究組織

### 学科
生活文化学科
- 生活文化専攻：「情報医療」及び「情報ビジネス」の各コースがある。
- 食物栄養専攻

幼児教育学科
- 第一部
- 第三部

### 過去の学科体制
生活文化学科
- 第一部
  - 生活文化専攻
  - 食物栄養専攻
- 第二部[注 1]

デザインアート学科
幼児教育学科
- 第一部
- 第三部

### 専攻科
- 福祉専攻

### 別科
- なし

### 取得資格について
保育士資格
幼稚園教諭二種免許状：幼児教育学科第一部・第三部
栄養士資格
栄養教諭二種免許状：生活文化学科食物栄養専攻

### 附属機関
図書館
蔵書数約47,000冊となっている。

### 教育
特色ある大学教育支援プログラム
「目的意識確立のための実践教育」（生活文化学科）において2007年度に採択された。この取組は、2003年度より食物アレルギーに悩む親子を対象としたクリスマスパーティーを特別実習プログラムとして、生課授業に組み入れ実施してきたことを基礎としている。これにより、学生たちは明確な職業観を持つことができるようになり、より専門性を活かした職場への就職に繋がっている。

## 学生生活

### 部活動・クラブ活動・サークル活動
愛知文教女子短期大学のクラブ活動
- 体育系：バレーボール・バドミントンほか
- 文化系：ボランティア・茶道・ミュージックほか

### 学園祭
愛知文教女子短期大学の学園祭は毎年11月上旬に行われる。

## 大学関係者と組織

### 大学関係者組織
愛知文教女子短期大学には「誾恵会」と呼ばれる同窓会組織がある。

### 著名な出身者
- GO☆マキ（レゲエシンガー、ダンサー、音楽プロデューサー、起業家）

## 施設

### キャンパス
- 1号館
- 2号館
- 講堂（体育館も兼ねている）
- 本館：学生食堂がある。
- 3号館：給食管理実習室がある。

### 寮
愛知文教女子短期大学には第一寮・第二寮がある。

## 対外関係

### 系列校
- 愛知文教大学

## 社会との関わり
2007年（平成19年）4月から「地域貢献推進部」を設け、生涯学習講座や公開講座の実施、地域の方々への学生食堂の開放などの取組をとおして、地域に根ざした短期大学づくりを積極的に進めている。2012年（平成24年）10月には短期大学内に「足立学園総合研究所」を設立した。この研究所は「人と人　ヒトとモノ　笑顔を結ぶ」という理念のもと、地域に対して、衣食住の枠を越え上質なライフスタイルの提案を行う「Adachi Fashion Academy」部門と、地域住民へ幅広い生涯学習の場を提供する「いなざわコミュニティカレッジ」部門からなる。この研究所の事業の一つとして地域ニーズを調査し、必要に応じて大学の知財等を地域住民や各種ステークホルダーへ提供している。研究所長は地域貢献推進部長が兼任し、短期大学や地域ニーズとのマッチングの効率化、円滑化を図っている。また、稲沢市との間で、2011年（平成23年）に「災害時における協力体制に関する協定」を締結し、食物アレルギー対応の粉ミルクの備蓄、災害支援員としてのボランティアの派遣等に応えることになった。さらに、2013年（平成25年）には、子育て支援、生涯学習、食育等7項目からなる「連携に関する包括協定」を締結した。これに対し、各学科ではそれぞれの教育・研究の専門性を生かし、「にこにこBabyクラブ」や「めざせ！ちびっこシェフ」といった事業を推進している。教員は専門分野の有識者として、精力的に稲沢市行政運営に参画している。学生は「稲沢夏まつり」、「稲沢市消費生活展」、「そぶえイチョウ黄葉まつり」などの稲沢市並びに関係団体が主催する各種行事の運営に携わるボランティアとして活動を行っている。また、足立学園総合研究所を通じて、地域の各種ステークホルダーのニーズを受け、「稲葉宿の夏祭り」などの地域の町おこしイベントの立案・運営・ボランティア派遣などを行っている。2014年度（平成26年度）・2015年度（平成27年度）には「私立大学等改革総合支援事業（地域発展：タイプ2）」に申請し、選定された。愛知文教女子短期大学は「地域に根ざし、稲沢市の発展に寄与する大学」たるべく、地域との連携を一層推進する教育機関となっている。

## 就職について
生活文化学科
- 生活文化専攻：約70％が医療事務に就く。一般事務、医療・福祉施設へも就職。
- 食物栄養専攻：毎年約70％の学生が栄養士として社会へ。卒業後は管理栄養士への道もサポートしている。

幼児教育学科
専門職に就く人が大半。保育園への就職が特に多いが幼稚園への就職も目立つ。

## 附属学校
- 愛知文教女子短期大学附属第一幼稚園
- 愛知文教女子短期大学附属萩原幼稚園
- 愛知文教女子短期大学附属一宮東幼稚園

## 不祥事
2020年8月3日、愛知文教女子短大を運営する学校法人足立学園が、同短大の教職員全員に法定以上の時間外労働をさせた上、割増賃金を支払っていないなどとして、一宮労働基準監督署から是正勧告を受けた。